# Barockkirche St. Ludwig

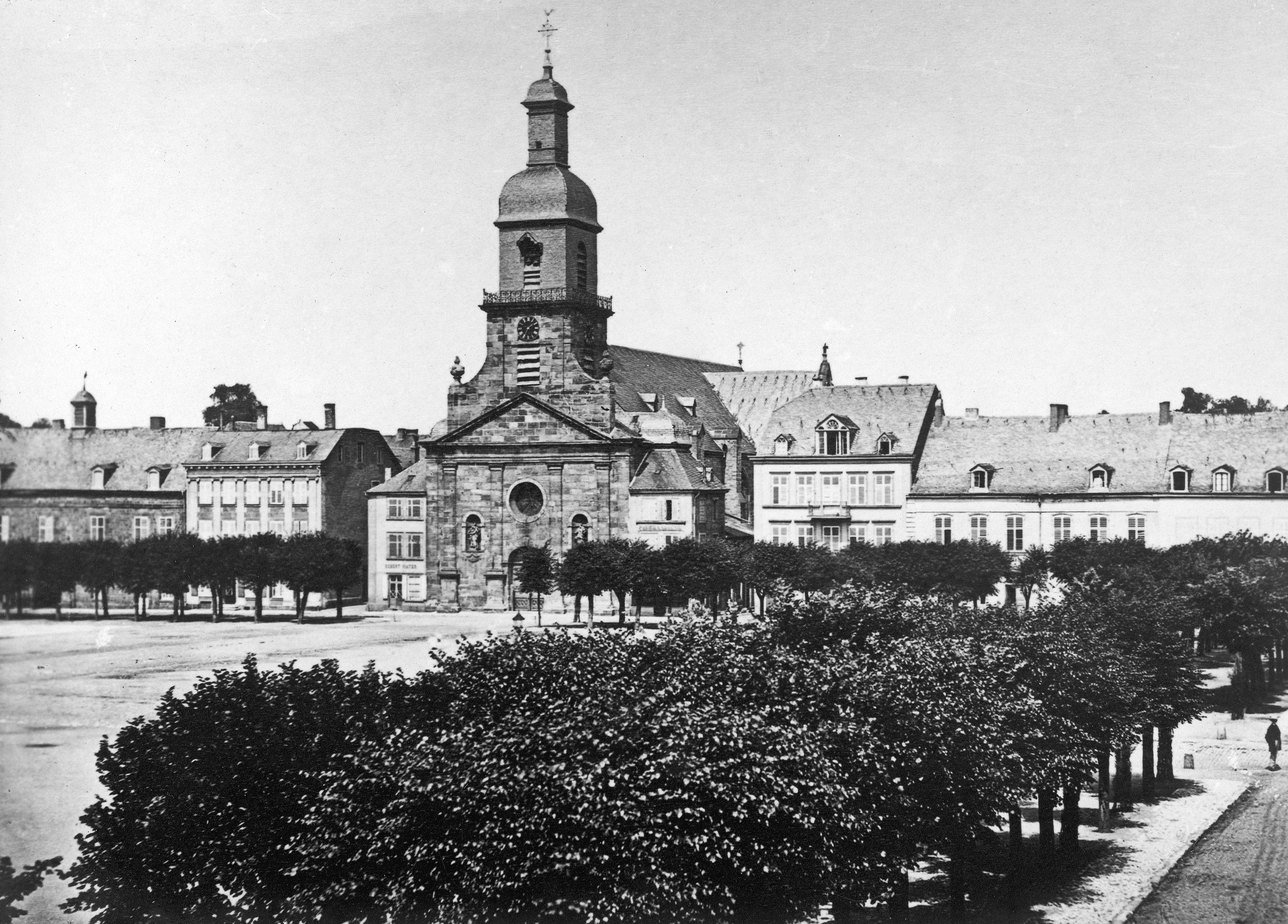
St. Ludwig (Saarlouis), Außenansicht der Barockkirche, (Archiv des Institutes für aktuelle Kunst im Saarland)

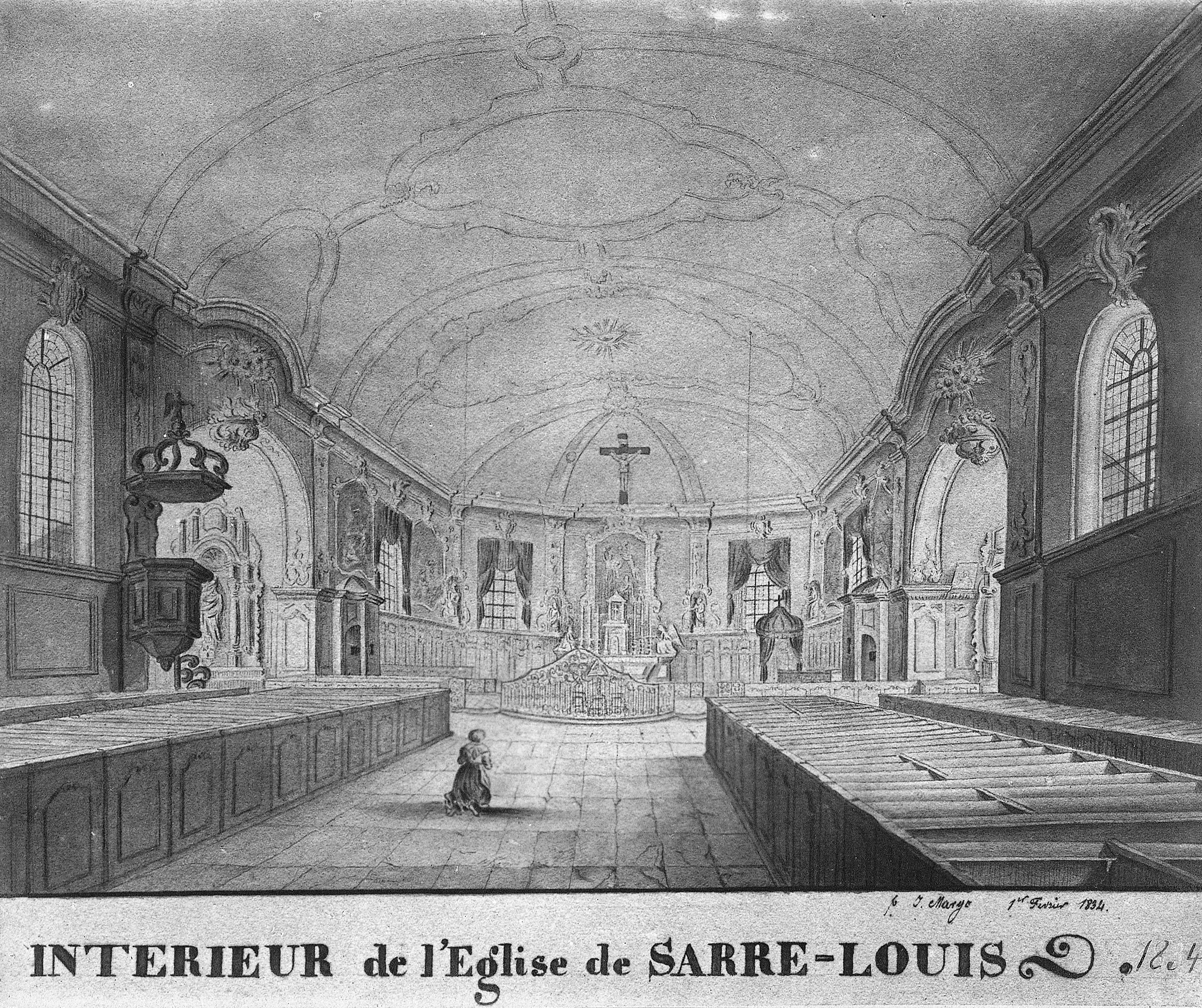
St. Ludwig (Saarlouis), Innenraum der Barockkirche, (Archiv des Institutes für aktuelle Kunst im Saarland)

Die Barockkirche St. Ludwig und St. Peter und Paul war der Vorgängerbau der gleichnamigen heutigen katholischen Kirche am Großen Markt in Saarlouis. Die Pfarrgemeinde wurde im Jahr 1685 im Zusammenhang mit der Anlage der Festung Saarlouis gegründet. Der Bau der katholischen Kirche geschah im Zusammenhang mit der Anlage der Festung Saarlouis durch den französischen König Ludwig XIV. und ist auch im Zusammenhang mit den Rekatholisierungsmaßnahmen Ludwigs XIV. im Gefolge der Reunionspolitik an der mittleren Saar in der zweiten Hälfte des 17. Jahrhunderts zu sehen. Der Bau erfuhr im Laufe seiner Geschichte zahlreiche Umgestaltungen. So wurde im 19. Jahrhundert in zwei Etappen der Barockbau durch einen neogotischen Neubau ersetzt. Dessen Kirchenschiff wurde im 20. Jahrhundert durch einen Betonbau im Stil des Brutalismus ersetzt.

## Geschichte

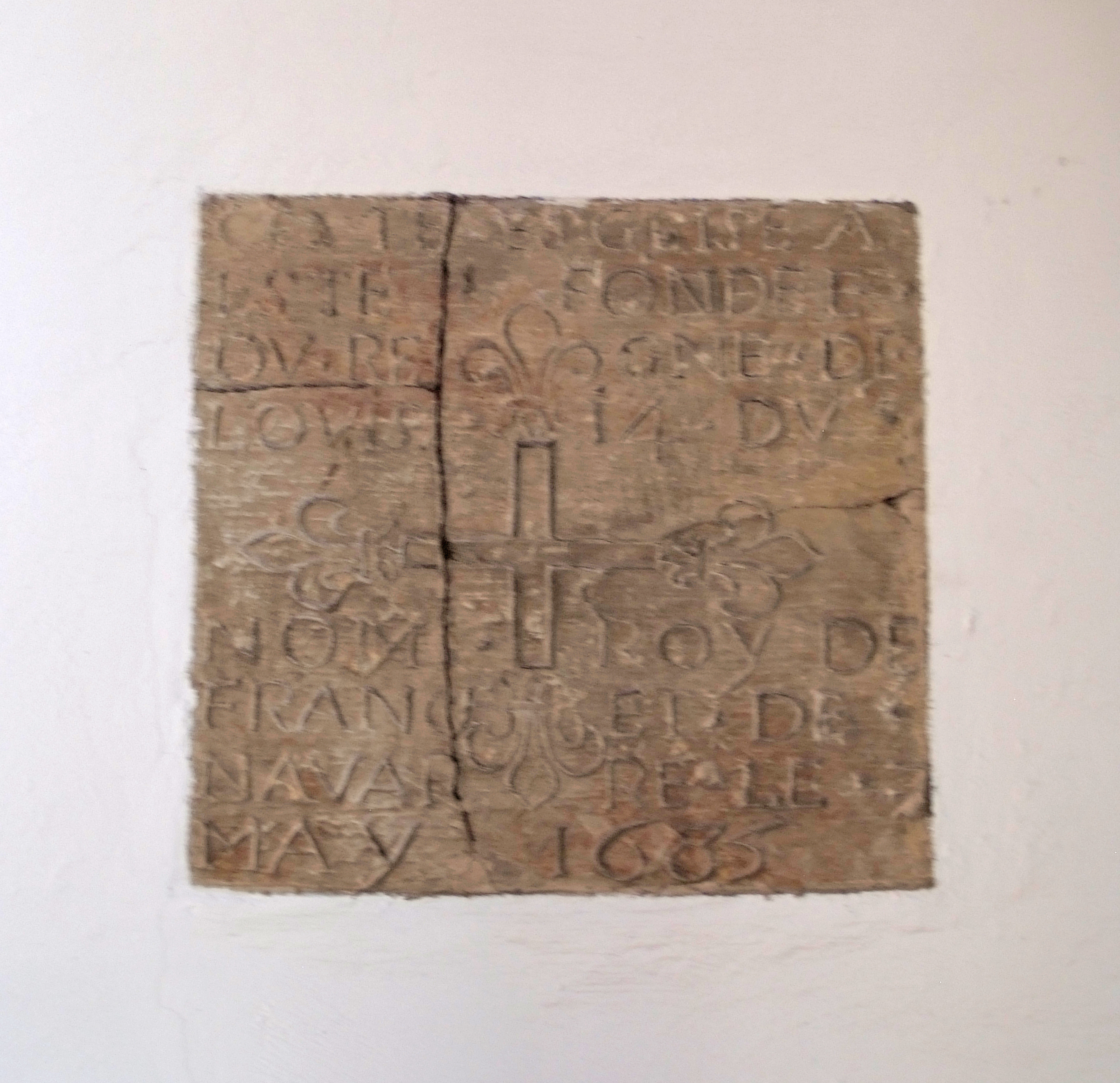
St. Ludwig (Saarlouis), Gedenkstein-Inschrift mit Lilien-Kreuz aus dem Jahr 1685 im Eingangsbereich der Kirche, „CESTE ESGLISE A ESTE FONDEE DU REGNE DE LOVIS 14 DU NOM ROY DE FRANCE ET DE NAVARRE LE 2 MAY 1685“, Maße: 60 × 60 cm

### Provisorische Kirchenräume
In den ersten Jahren nach der Gründung der Festungsstadt Saarlouis (Grundsteinlegung am 5. August 1680) hatte der Gottesdienst für die Soldaten und ersten Einwohner provisorisch in einer einfachen Lagerkapelle oder in der ehemaligen Hauptwache am Großen Markt stattgefunden. Der letzte Pfarrer der zerstörten Stadt Wallerfangen, Johann Manderfeld, übernahm die Seelsorge der in die Festung zwangsumgesiedelten Einwohner von Wallerfangen. Das erste Kind, das in der neugegründeten Festungsstadt am 27. Januar 1681 getauft wurde, (Jean) Louis Dumas, erhielt den Namen des Pfarrpatrons Ludwig IX. von Frankreich.
Die Prämonstratenser der nahe gelegenen Abtei St. Maria in Wadgassen bemühten sich um die Übernahme der Seelsorge in Saarlouis und hatten sogar eine Verlegung der Abtei in die Festung in Aussicht gestellt, doch im Jahr 1683 wurde die Pfarrseelsorge auf Befehl König Ludwigs XIV. nach Vorschlag seines Kriegsministers François Michel Le Tellier de Louvois französischen Augustiner-Rekollekten aus Paris übertragen. Die Patres unter ihrem Provinzial Hyacinthe Léfebre versahen am Versailler Hof seelsorgliche Ämter und waren vom König bereits mit der Seelsorge in den französischen Festungsstädten Cambrai, Arras und Dünkirchen beauftragt worden. Vermutlich sollte durch den Einsatz französischsprachiger Patres auch die „Gallifizierung“ des neueroberten Landstriches vorangetrieben werden.
Am 13. November 1683 übernahmen die Patres Symphorien Gaillon und Vincent Gorgan die „Paroisse de Sarrelouis“ vom letzten Wallerfanger Pfarrer Johann Manderfeld. Bald folgten ihnen weitere Patres zur Unterstützung. Die Augustinerpatres stellten ab diesem Zeitpunkt bis zur Französischen Revolution 109 Jahre lang jeweils die Pfarrer in Saarlouis. Der jeweilige Superior war der Pfarrverwalter und trug den Titel „Directeur de la paroisse royale de Saarlouis“. Sie wohnten bis zum Bau eines eigenen Pfarrhauses in den Jahren 1685–1686 zunächst im Kommandanturgebäude am Großen Markt, später in der Kavallerie-Kaserne. Dieses Pfarrhaus tat seinen Dienst bis zum Jahr 1957, als das neue Pfarrhaus in der Kavalleriestraße hinter der Kirche bezogen wurde. Barockes Pfarrhaus und Pfarrkirche waren durch eine Galerie miteinander verbunden. Aus verkehrstechnischen Gründen wurde diese Galerie um das Jahr 1765 beseitigt.

### Barockes Kirchengebäude

#### Kirchenbau

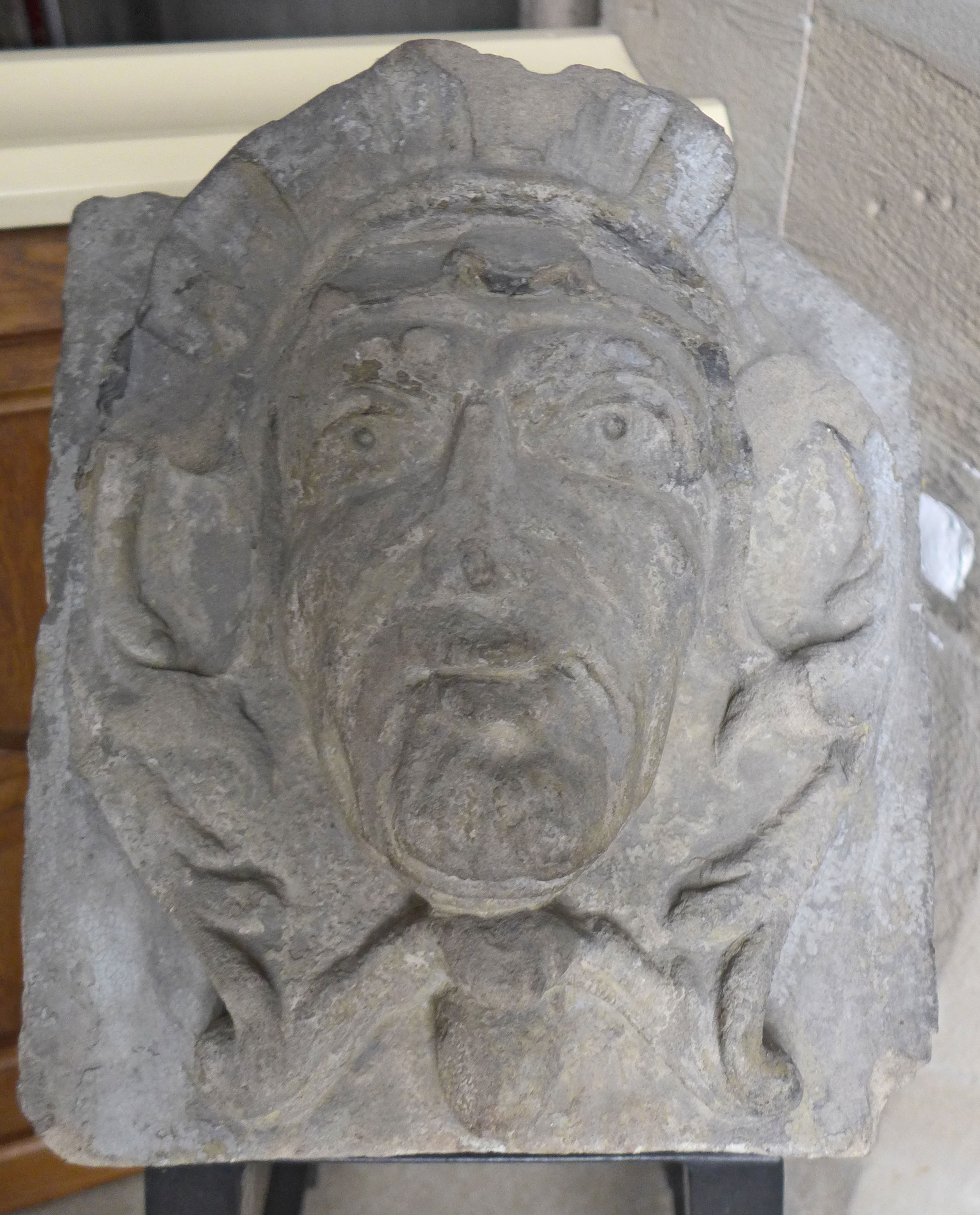
St. Ludwig (Saarlouis), Maskenstein von der barocken Fassade der ersten Saarlouiser Kirche

Die erste barocke Pfarrkirche St. Ludwig wurde vermutlich von Festungsingenieuren in den Jahren 1685 bis 1687 mit einer flächigen, dreiteiligen Fassade in der Art römischer Tempel errichtet.
Ein Grundrissplan aus dem Jahr 1847 hat sich im Trierer Bistumsarchiv erhalten, ebenso existiert eine Innenraumansicht aus dem Jahr 1834. Die Kirche hatte eine Länge von 146 Fuß, das Schiff hatte eine Breite von 42 Fuß und das Querschiff eine Breite von 72 Fuß (6 Pariser Fuß = 1,95 m). Damit war St. Ludwig die größte Kirche in der Umgebung. Die Nalbacher Kirche zählte in der Länge 124 Fuß, die Beruser 110 Fuß, die Fraulauterner 107 Fuß und die Rodener 101 Fuß.
Die barocke Kirche, deren Fassadengestaltung in Photographien überliefert ist, wies große Ähnlichkeiten mit der Kirchenfassade von Longwy auf, die etwa zur gleichen Zeit vom Saarlouiser Festungsbaumeister Sébastien Le Prestre de Vauban entworfen worden war, allerdings keine verschieferte Haube wie die ehemalige barocke Kirche in Saarlouis trägt. Aufgrund des sumpfigen Geländes musste man das Sakralgebäude auf einem umfangreichen Pfahlgitterrost aus großen Eichenstämmen gründen.
Die Kirche wurde analog zum Stadtnamen „Sarrelouis“ und zum Stadtgründer „Louis XIV.“, dessen Namenspatron, dem heiliggesprochenen Ludwig IX., König von Frankreich, geweiht. Ludwig XIV. verehrte seinen großen Ahnherren und Namenspatron Ludwig IX. so sehr, dass er auch die Schlosskapelle (Baudaten: 1699–1715) seines Residenzschlosses in Versailles dem Heiligen, der als Idealbild eines frommen mittelalterlichen Ritters gilt und die Macht Frankreichs auszuweiten suchte, weihen ließ, um dessen himmlische Fürsprache zu erflehen.
Das zweite Patrozinium der Apostelfürsten übernahm man von der niedergelegten Wallerfanger Stadtpfarrkirche. Dieses Patrozinium zeugt davon, dass sicherlich in der Bevölkerung noch großer Unmut hinsichtlich der brutalen Zwangsumsiedelung und radikalen Zerstörung der alten Stadt Wallerfangen zu überwinden waren. Mit der Übernahme des Titels hoffte man vermutlich, die erhitzten Gemüter etwas beruhigen zu können.
In großen Fassadennischen standen die Steinfiguren der beiden Apostelfürsten Petrus und Paulus gleichsam als Türwächter das Eingangsportal des Gotteshauses flankierend ganz im Geist eines barocken Theatrum sacrum. Die Skulpturen sind heute in der Vorhalle des Kircheninneren auf gemauerten Sockeln aufgestellt. Sie sind vermutlich einer Trierer Bildhauerwerkstatt vom Ende des 18. Jahrhunderts zuzuordnen. Beide Figuren orientieren sich in ihrer Pose an antiken Skulpturen und solchen der Renaissance. Sie sind in Kontrapost-Position, dem Nebeneinander von Stand- und Spielbein einer menschlichen Figur zum Ausgleich der Gewichtsverhältnisse, gestaltet. Das Becken tritt dabei aus der senkrechten Körperachse. Der durch die hieraus resultierende Gewichtsverlagerung einsetzende Hüftschwung mit der Schieflage des Beckens in der Balance ist ebenfalls symptomatisch für das Spiel mit Gegensätzen wie Ruhe – Bewegung, Spannung – Entspannung, Hebung – Senkung, die letzten Endes zu einem homogenen Ausgleich führen. Dadurch gelingt es, zugleich Last und Unbeschwertheit, Ruhe und Bewegung sowie Gebundenheit und Freiheit des menschlichen Körpers auszudrücken. Der Bewegungsaspekt wird durch den grandiosen Faltenwurf der Gewänder sowie der Haupt- und Barthaare der Apostel weitergeführt. Die Apostelfürsten stützten sich mit kraftvollen Armen auf die auf ihrer Hüfte ruhenden Bibeln und halten in der anderen Hand die ihnen zugehörigen ikonographischen Heiligenattribute: Petrus hält den Himmelsschlüssel und Paulus das Schwert seiner vermutlichen Hinrichtung in der Neronischen Christenverfolgung. Die Himmelsschlüssel beziehen sich auf das Christusbekenntnis Petri im Matthäusevangelium Mt 16,13–20 .
In der bildhauerischen Darstellung in der Saarlouiser Ludwigskirche sind den beiden Aposteln die ikonographischen Attribute nicht nur als bloßes Erkennungszeichen beigegeben. Petrus packt mit kräftiger Faust seinen Schlüssel als Zeichen der universalen Machtfülle des päpstlichen Primates und hält ihn mit kräftigem Arm dem Betrachter entgegen. Beide Skulpturen atmen ganz den Geist der Gegenreformation. Für die römisch-katholische Kirche galt es, die Gläubigen festzuhalten oder zurückzugewinnen, ihre Augen durch die Entfaltung von Prunk und Pracht zu fesseln. Die Figur des Paulus ist wesentlich gelassener, das Richtschwert betrachtend, in sich gekehrt gestaltet. Er steht mit seinem Wort bis zum bitteren Ende, dem Märtyrertod, für die Botschaft Jesu Christi ein.
Über dem Giebeldreieck auf vier toskanischen Pilastern erhob sich über geschweiften Giebelbögen mit Vasenaufsätzen ein eingezogener Turm mit rückspringendem, ungegliedertem, verschiefertem Glockengeschoss mit Umgangsbrüstung, darüber eine glockenförmige Turmhaube mit kreuzbekrönter Laterne. Im mittleren Fassadenfeld zwischen den inneren Wandpilastern war der rundbogige Eingang mit einem darüber liegenden Rundfenster positioniert. Der architektonische Aufbau der Fassade von St. Ludwig mag die Vorlage für die Gestaltung der Fassade der katholischen Kirche St. Johann in St. Johann an der Saar (Vollendung 1763) gewesen sein. Die Saarlouiser Kirche verfügte über ein ausladendes Querschiff und einen halbrunden Chorbereich. Große klarverglaste Rundbogenfenster ließen Licht in den stützenlosen Raum, der von einem stuckierten korbbogigen Tonnengewölbe überfangen wurde.
Der erste Festungsgouverneur Thomas de Choisy legte in Stellvertretung König Ludwigs XIV. am 2. Juni 1685 mit der Erlaubnis des Trierer Erzbischofes Johann VIII. Hugo von Orsbeck den Grundstein für den Sakralbau. Als Vertreter des Erzbischofes fungierte Augustiner-Superior Vincent Gargan. Das Verhältnis zwischen französischer Krone und dem Trierer Erzbistum war zu dieser Zeit gespannt, da Ludwig XIV. dem Kurfürstentum mittels der Metzer Reunionskammer neben zahlreichen Lehen des Erzstiftes auch St. Wendel, Merzig und den Saargau abgenommen hatte. Die Einverleibung des Saarlouiser Gebietes in das Bistum Metz war jedoch am Widerspruch des Heiligen Stuhles gescheitert.

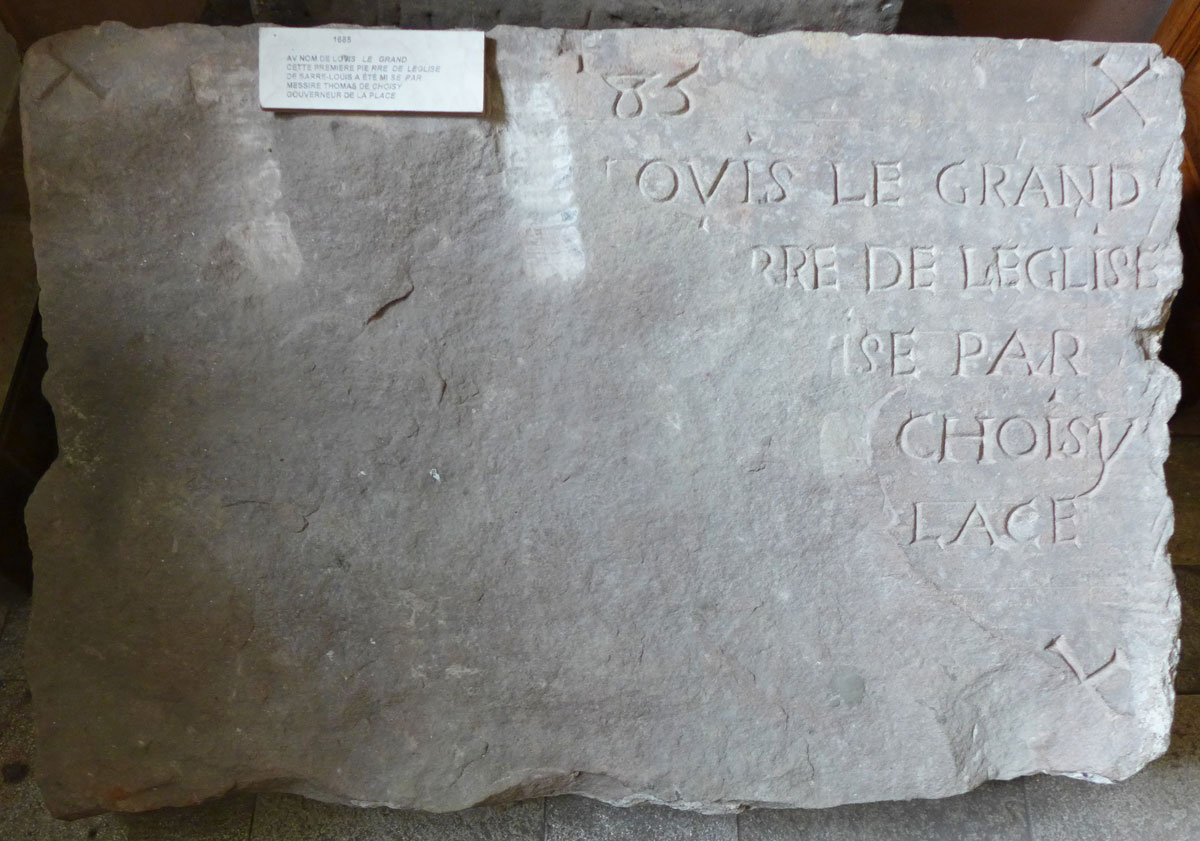
Grundstein der Kirche aus dem Jahr 1685, beim Abbruch der neogotischen Kirche beschädigt, Aufstellung im Städtischen Museum Saarlouis

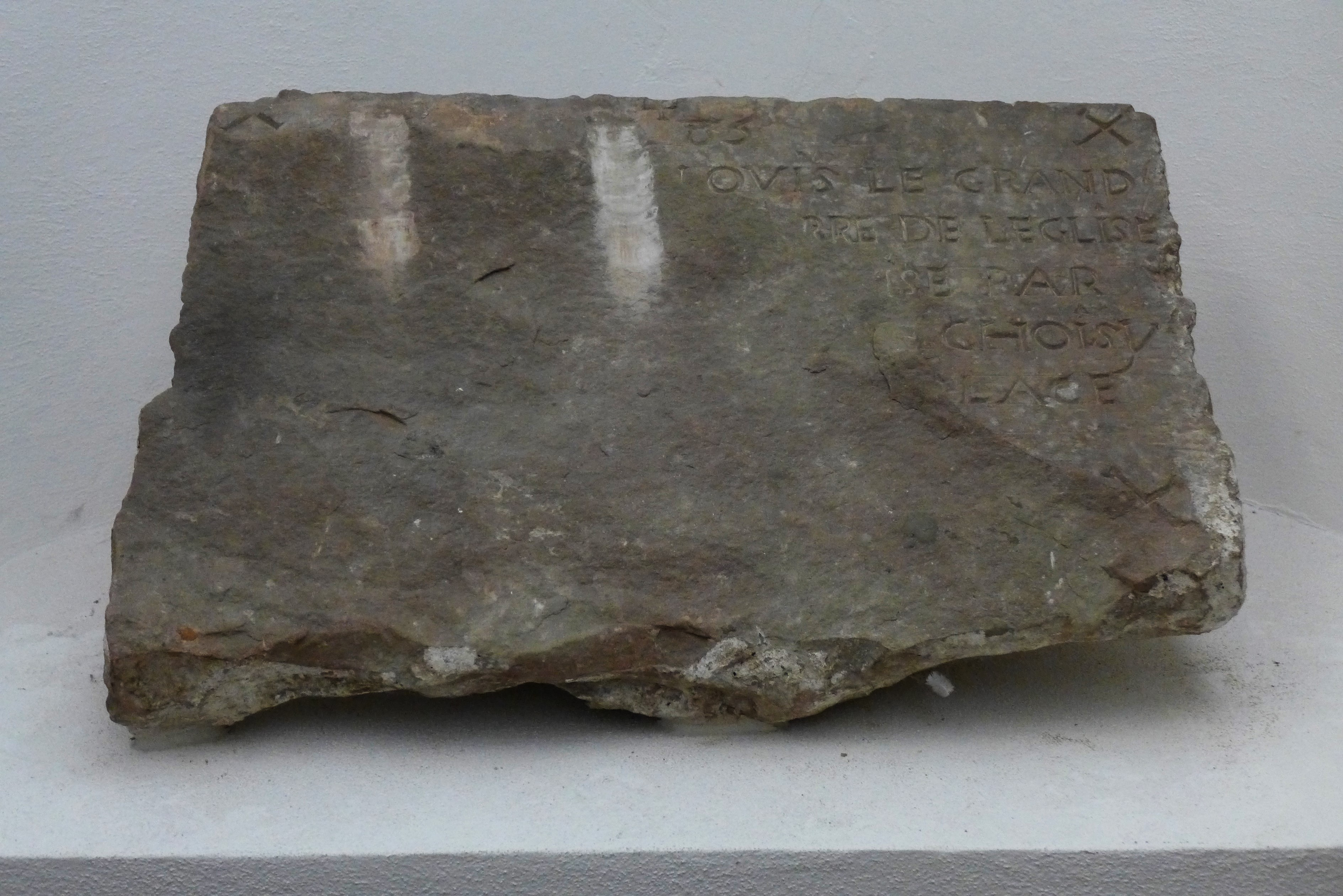
St. Ludwig (Saarlouis), Grundstein des barocken Kirchenbaues in einer Wandnische des rechten Kircheneinganges; Die Baggerabschürfungen sind deutlich sichtbar

Die Inschrift des Grundsteins lautete:

„16 + 85 AU NOM DE LOVIS LE GRAND CETTE PREMIERE PIERRE DE L’EGLISE DE SARRE-LOVIS A ÉTÉ MISE PAR MESSIRE THOMAS DE CHOISY GOVVERNEUR DE LA PLACE“

(Dt. Übersetzung: „1685, Im Namen Ludwigs des Großen wurde dieser Grundstein zur Kirche von Saarlouis gelegt von Herrn Thomas de Choisy, Gouverneur des Ortes.“)
Der Grundstein (98 cm × 68 cm × 16 cm) lag bis zum Jahr 1864 unter dem Hochaltar und wurde beim Neubau des Kirchenschiffes im Jahr 1866 wieder unter den Stufen des Hochaltares eingemauert. Er ist aufgrund einer Beschädigung durch Baggerarbeiten beim Abriss der neogotischen Kirche nur bruchstückhaft erhalten und befand sich zunächst im städtischen Museum. Seit 2018 ist er in einer Nische des rechten Seiteneinganges der Kirche ausgestellt.
Auf dem Sandstein, der im rechten Windfang der heutigen Kirche ins Mauerwerk eingefügt ist, wird auf die Gründung der Kirche hingewiesen:

„CESTE ESGLISE A ESTE FONDEE DU REGNE DE LOVIS 14 DU NOM ROY DE FRANCE ET DE NAVARRE LE 2 MAY 1685.“

(Dt. Übersetzung: „Diese Kirche ist gegründet worden unter der Regierung Ludwigs 14., König von Frankreich und Navarra, am 2. Mai 1685.“)
Es ist unklar, warum das Datum nicht mit der eigentlichen Grundsteinlegung übereinstimmt. Darüber hinaus bleibt rätselhaft, welche Funktion ein zweiter Grundstein gehabt haben soll. Der Stein, dessen Machart bildhauertechnisch unbeholfen wirkt, wurde erst nach dem Turmbrand des Jahres 1880 gefunden.
Der erste Tote, der in der noch unfertigen Kirche am 24. November 1685 bestattet wurde, war Chevalier de Plessy des Regimentes de Fouquière. Die Vollendung des Sakralbaues geschah Anfang des Jahres 1687.
Die feierliche Konsekration erfolgte am 6. April 1687 durch Johann Philipp Burckhardt, Weihbischof von Speyer und Titularbischof von Tripolis.
Im Vorfeld der Weihe hatte es zwischen der französischen Krone und Trier aufgrund der Aggressionspolitik Ludwigs XIV. schwierige Verhandlungen gegeben, die letztendlich scheiterten. Als Ausweg hatte man den Weihbischof von Speyer mit der Kirchweihe in Saarlouis beauftragt.
Beim Abbruch der drei Altäre im Jahr 1864 wurde unten ihnen jeweils in Messingkapseln die Konsekrationsurkunde gefunden. Der lateinische Text lautete:

„Anno MDCLXXXVII die sexta Mensis Aprilis quae erat Dominica in albis Ego Joannes Philippus Burckhardt Episcopus Tripolensis, Suffraganeus Spirensis consecravi ecclesiam et altare hoc ad nomen et memoriam Beatae Mariae Virginis et reliquias de S. Modesto Mart., S. Clodio M., S. Basilide M., S. Catharina Virg. et Mart. S. Dorothea V. et M., S. Lioba V. et M. ex societate S. Ursulae et de SS. Martyribus Treverensibus ex legione Thebaea in eo inclusi et singulis Christi fidelibus hodie unum annum et in die anniversario consecrationis huius modi ipsam visitantibus quadraginta dies de vera indulgentia in forma ecclesiae consueta cocessi. Sig. Joannes Philippus Burckhardt, Eps. Tripol. Suffr. Spirensis.“

(Dt. Übersetzung: Im Jahre 1687 am sechsten Tag des Monats April, der der weiße Sonntag war, habe ich, Johannes Philippus Burckhard, Bischof von Tripolis und Weihbischof von Speyer, diese Kirche und diesen Altar auf den Namen und zur Erinnerung der seligen Jungfrau Maria konsekriert und ich habe in ihm Reliquien des heiligen Märtyrers Modestus, des heiligen Märtyrers Clodius, des heiligen Märtyrers Basilidus, der heiligen Jungfrau und Märtyrerin Katharina, der heiligen Jungfrau und Märtyrerin Dorothea, der heiligen Jungfrau und Märtyrerin Lioba aus der Gefolgschaft der heiligen Ursula und der heiligen Trierischen Märtyrer aus der Thebäischen Legion eingeschlossen und jedem Christgläubigen erteile ich heute ein Jahr wahrhaften Ablass und den Besuchern der Kirche am Jahrestag der Weihe erteile ich vierzig Tage wahrhaften Ablass auf die gewöhnliche Art der Kirche. Gezeichnet: Johannes Philippus Burckhardt, Bischof von Tripolis, Weihbischof von Speyer.)
Im Jahr 1698 dachte man bereits über eine Neugestaltung der Kirche nach. Man wollte den Bau großzügig erweitern und mit Gewölben versehen. Die Einschiffigkeit sollte einem dreischiffigen Aufbau weichen. Den Innenraum hätte man durch Kreuzgewölbe abgeschlossen. Durch die Folgen des Friedens von Rijswijk verlor Saarlouis aber weitgehend seine militärische Bedeutung und der Plan eines glanzvollen Ausbaues musste aufgegeben werden.
An Ausstattungsstücken der barocken Kirche sind heute noch zwei großformatige Ölgemälde als Geschenk Ludwigs XVI. (1774–1792) erhalten. Sie stellen die „Heilige Familie“ sowie die „Apotheose des heiligen Ludwig“ dar. Ebenso erhalten blieb eine vergoldete Altarpredella mit der Darstellung des Letzten Abendmahles. Das Gemälde mit dem heiligen Ludwig und das Antependium waren sicherlich Teile des ehemaligen Hochaltares von St. Ludwig, dessen Gestaltung Ähnlichkeiten mit den Altären in Saargemünd (St. Nicolas), Sierck (Nativité-de-la-Bienheureuse-Vierge-Marie), Beaumarais (St. Peter und Paul, seit 1924 in der Kirche St. Antonius in Werbeln) sowie mit dem Altar der ehemaligen Klosterkirche der Abtei Fraulautern besaß.
Die Kirchturmuhr wurde im Jahr 1704 von Johann Weber aus Trier geliefert, die erste Orgel baute die Orgelmanufaktur Bramer aus Kornelimünster. Zwei Glocken übernahm man im Jahr 1688 aus der Stadtpfarrkirche in Wallerfangen, zwei weitere wurden im Jahr 1720 im Auftrag der Saarlouiser Stadtverwaltung neu gegossen. Eine zusätzliche Glocke aus dem Jahr 1576 nahm man aus der benachbarten Abtei Fraulautern.

#### Restaurierungen im 18. Jahrhundert

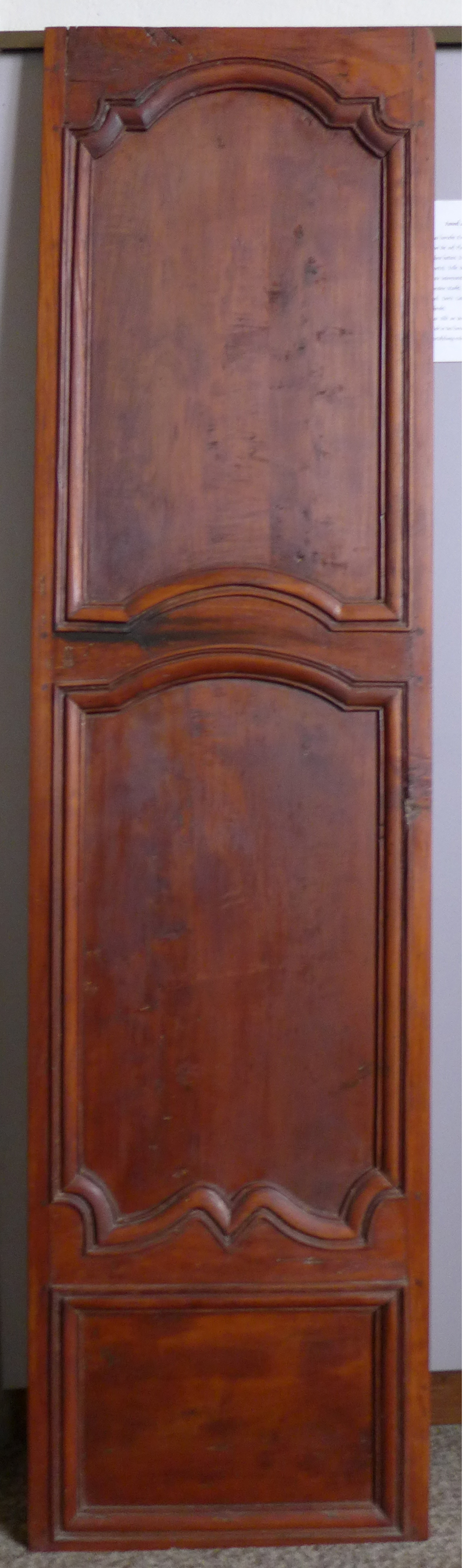
St. Ludwig (Saarlouis), erhaltenes Wandpaneel der barocken Chorvertäfelung der ursprünglichen Ludwigskirche

Der Dachstuhl der barocken Kirche musste im Jahr 1731 ausgebessert und neu eingedeckt werden. Im Jahr 1734 wurde der Hochaltar neu gestaltet. Der Eingang der Kirche und die Orgelgalerie wurden im Jahr 1740 repariert.
In den Jahren 1760–1766 wurde der Sakralbau einer durchgreifenden Innenrestaurierung unterzogen. Die Stuckdecke wurde in den Jahren 1765/1766 vollständig erneuert. Auch die beiden Seitenaltäre gestaltete man neu. Die Fenster wurden neu verglast und der Chorraum holzvertäfelt. Die Holzvertäfelung gelangte später in das ehemalige Café Budenz am Großen Markt. Ein einzelnes Wandpaneel der früheren Vertäfelung ist heute wieder in der kleinen Ausstellung im Statzschen Kirchenfassadenbau aufgestellt. Die bisherige Verbindungsgalerie zwischen Pfarrhaus und Kirche wurde bei der Baumaßnahme der 1760er Jahre abgetragen. Die verschieferte Glockenstube und der Turmhelm wurden in den Jahren 1770 und 1787 erneuert. Ein verheerendes Hochwasser der Saar verursachte im Frühjahr 1784 große Schäden. Das Wasser floss in die Grüfte unter dem Fußboden und es kam zu Bodenabsenkungen, was umfangreiche Reparaturen nach sich zog.

#### Erste Jahre der Französischen Revolution

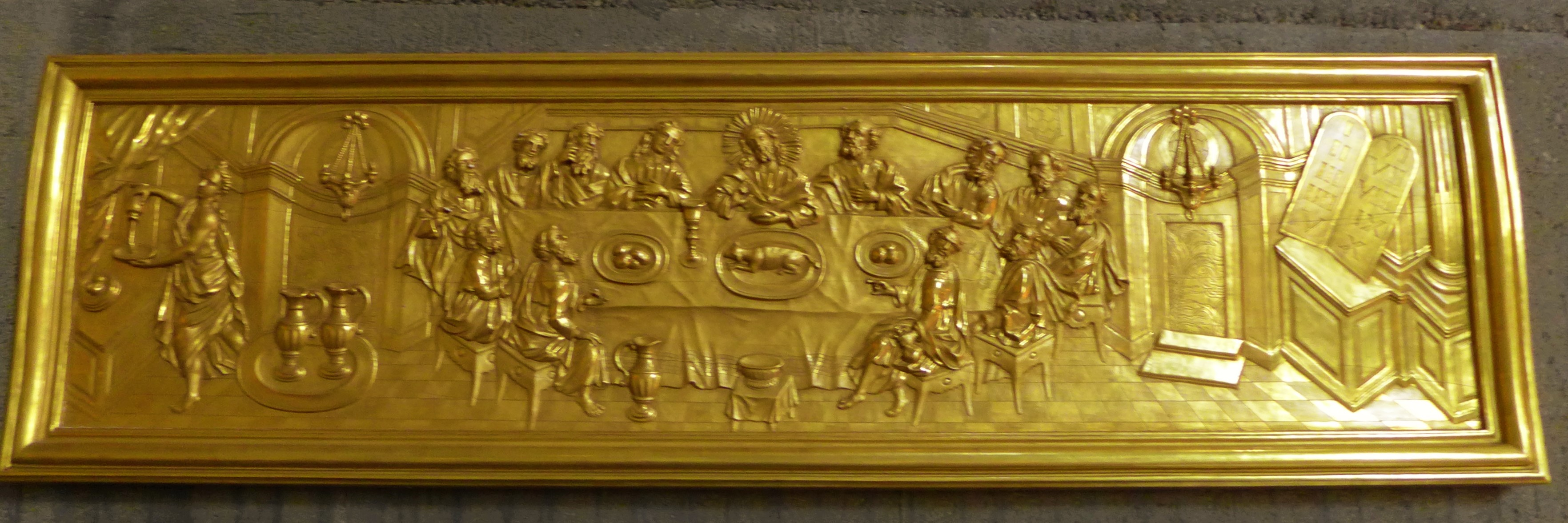
St. Ludwig (Saarlouis), barockes Relief (Altarpredella/Altarantependium) mit der Darstellung des Abendmahles, vergoldete Holzschnitzerei vom Anfang des 18. Jahrhunderts

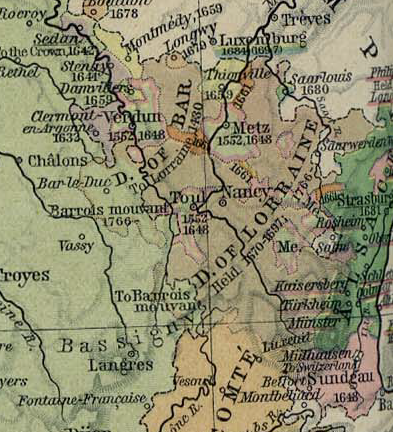
Lage von Saarlouis in der Drei-Bistümer-Provinz

In Saarlouis und den umliegenden Orten war es bereits in den Jahren vor 1789 zu Protesten gegen das Feudalsystem gekommen. Ab dem Frühling des Jahres 1789 verstärkten sich die Protestmaßnahmen der Bürger und Bauern und erreichten im Juli einen ersten Höhepunkt. Die französische Nationalversammlung beschloss am 2. November 1789 in einem Dekret (Décret des biens du clergé mis à la disposition de la Nation), das auf eine Antragsvorlage des Abgeordneten der Nationalversammlung und späteren Außenministers Napoleons, Bischof Charles-Maurice de Talleyrand-Périgord, zurückging, die Verstaatlichung der Kirchengüter und damit die faktische Enteignung der katholischen Kirche. Hintergrund waren Bemühungen, der Finanzkrise des französischen Staates, die vor allem durch die Beteiligung Frankreichs am Amerikanischen Unabhängigkeitskrieg bedingt war, entgegenzuwirken. Die Priester bekamen, wie die Staatsbeamten, von nun an einen staatlichen Sold und banden sich eidlich an die neue Staatsverfassung. Ausgenommen von der Verstaatlichung waren die Pfarrkirchen, Pfarrhäuser und Pfarrgärten sowie die protestantischen Kirchen.
Am Beginn der Französischen Revolution wurde die Pfarrei St. Ludwig von den Ordensgeistlichen Jean Capistran Kremer als Superior, Christophe Justin Bichelberger, Jean Baptiste Rommeveaux und Mathieu-Nicolas Baudouin seelsorgerisch betreut.
Am 1. April 1790 hatte die Saarlouiser Stadtverwaltung noch ein feierliches „Te Deum“ in Anwesenheit der örtlichen Militär- und Zivilbehörden in St. Ludwig, ein dreifaches Salutschießen, Freudenfeuer und nächtliche Festbeleuchtung der Häuser anlässlich der Wiedergenesung König Ludwigs XVI. angeordnet. Am 14. Juli desselben Jahres wurde in Saarlouis das neue Nationalfest zum ersten Jahrestag der Erstürmung der Pariser Bastille begangen. Das Fest wurde in der Morgenfrühe mit Glockengeläut vom Turm von St. Ludwig und Kanonendonner eingeleitet. Es folgte ein Hochamt in der Kirche und die Vertreter der zivilen Behörden und des Saarlouiser Klerus vollzogen auf dem Großen Markt eine zeremonielle Verbrüderung. Es folgten politische Reden und die Ableistung des Bürger- und Verbrüderungseides (Serment civique et de confédération), bevor zur Mittagsstunde in der Kirche ein feierliches Te Deum gesungen wurde. Ein Freudenfeuerwerk und eine Illumination der Gebäude beschlossen den Jahrestag.
Die französische Nationalversammlung hatte bereits am 13. Februar 1790 die katholischen Orden aufgehoben. Seit dem 22. Mai debattierte die Versammlung über die Weltgeistlichen. Am 12. Juli 1790 wurde die Zivilverfassung verabschiedet und am 24. August verkündet. Die Zuständigkeitsgebiete der Diözesen wurden den neuen staatlichen Einheiten der Départements angepasst. In jedem der 83 Départements wurde ein eigenes Bistum errichtet. Damit wurde die Zahl der Bischofssitze von 139 auf 83 reduziert. Die Bischöfe und Pfarrer wurden gewählt.
Saarlouis gehörte von 1680/85 bis 1697 verwaltungsmäßig zur „Province de la Sarre“, anschließend bis 1789 zur „Province des Trois-Évêchés“. Die Provinz sollte zusammen mit Lothringen dann in sieben Départements aufgeteilt werden und Saarlouis sollte Hauptstadt eines dieser Départements werden. Mit der Zivilverfassung des Klerus vom Juli 1790 bestand die Möglichkeit, dass Saarlouis auch Bischofssitz hätte werden können. Letztendlich wurden statt der sieben aber nur vier Départements gegründet und Saarlouis kam mit dem Arrondissement Diedenhofen zum Moseldépartement mit der Hauptstadt Metz. Somit wurde die Pfarrei St. Ludwig aus dem angestammten Erzbistum Trier ausgegliedert und kam zum Bistum Metz. Der noch aus dem Mittelalter stammende Metropolitanverband der lothringischen Bistümer Metz, Toul und Verdun mit dem Erzbistum und Kurfürstentum Trier wurde damit endgültig beendet.
Der Saarlouiser Klerus kam durch die Zivilkonstitution in den Genuss einer staatlichen Besoldung, die allerdings im Jahr 1795 eingestellt wurde. Die Zivilkonstitution vollendete die Entwicklung der französischen Kirche zu einer Nationalkirche. Die Bindung an den Papst wurde geschwächt, indem Dekrete aus dem Vatikan zunächst von der französischen Regierung kontrolliert, Abgaben nach Rom eingestellt, und dem Heiligen Stuhl jegliche kirchliche Jurisdiktion entzogen wurde. Bischofs- und Pfarrerwahlen wurden ebenso dem Einfluss der Kurie entzogen. Der Papst wurde lediglich als symbolisches Kirchenoberhaupt anerkannt. Darüber hinaus hatten alle Kleriker einen Eid auf die Verfassung der Republik abzulegen. Die Führung des Zivilstandsregisters ging auf die Gemeindeverwaltung über.
Superior Kremer ließ noch am 20. Juni 1790 auf Befehl der städtischen Verwaltung von Saarlouis ein Verzeichnis der pfarrlichen Besitztümer anlegen. An Vasa sacra sind in dieser Liste u. a. vier vergoldete Kelche, mehrere Leuchter, zwei Ziborien, eine edelsteinbesetzte Strahlenmonstranz sowie ein diamantenbesetztes Kreuz verzeichnet. Darüber hinaus beinhaltet die 102 Objekte umfassende Liste zahlreiche Paramente, Messbücher und Prozessionsfahnen sowie Pfarrhausmobiliar. Ziel der Inventaraufstellung war die Auflösung der Klerikergemeinschaft. So wurden folgerichtig auch die vier Geistlichen befragt, ob sie im Konvent verbleiben oder ihn verlassen wollten.
Pater Kremer, der im Jahr 1741 im lothringischen Rossbrücken geboren worden war und im Jahr 1761 in Paris die Profess abgelegt hatte, gab der Saarlouiser Stadtverwaltung am 19. Januar 1791 an, er wolle die staatliche Kleriker-Pension annehmen und sich zu seiner Familie nach Rossbrücken zurückziehen. Kremer war allerdings noch am 5. Oktober 1790 von der Stadtversammlung als lebenslanger und unabsetzbarer Seelsorger bestätigt worden. Alle übrigen Patres von St. Ludwig erklärten ihren Austritt aus der Gemeinschaft ihres Ordens. Somit wurde am 27. Januar 1791 die Klerikergemeinschaft von St. Ludwig aufgelöst und das Inventar sowie das Archiv der Stadt überstellt.
Nach der Einziehung der Kirche Ende Mai 1791 leitete die Stadtverwaltung über das Distriktsdirektorium die Überlassung der Augustinerkapelle als Hilfskirche für St. Ludwig ein, da die Pfarrkirche zu klein sei. Der aufgehobene Saarlouiser Augustinerkonvent wurde hinsichtlich seiner Gebäude zur Unterbringung des Collège bestimmt. Am Sonntag, den 29. Mai 1791, wurde in der Kirche durch die Gemeindewähler als neuer Pfarrer von St. Ludwig Jakob Senzy (Senzig) mit übergroßer Mehrheit gewählt. Senzy schlug allerdings die Wahl aus, da er eine Stellung beim konstitutionellen Bischof von Metz, Nicolas Francin (Amtszeit 1792 bis 1802), bevorzugte. So blieben die bisherigen Augustiner-Rekollektenpatres weiterhin als Pfarrverwalter in St. Ludwig.
In Saarlouis konstituierte sich am 20. November 1791 ein revolutionärer Klub als „Klub der Freunde der Konstitution“ und besetzte das ehemalige Augustinerkloster als Vereinslokal.
Im Jahr 1791 lehnte Papst Pius VI. die französische Zivilkonstitution ab. Er suspendierte alle Priester, die sich der neuen Verfassung unterstellt hatten, mit dem Vorwurf des kirchlichen Schismas. Dennoch unterstellten sich im Distrikt Saarlouis 24 Priester der neuen kirchlichen Ordnung. 30 Priester stimmten dem bürgerlichen Eid mit Vorbehalt zu, was von staatlichen Stellen als Nichtzustimmung gedeutet wurde, und 26 Priester verweigerten die Eidesleistung. In der Folgezeit widerriefen drei der 24 geschworenen Priester ihre Zustimmung und stellten sich damit gegen die radikal-jakobinisch orientierte Saarlouiser Verwaltung.
Als am 26. August 1792 ein Gesetz erlassen wurde, das die Priester, die nicht auf die Verfassung schwören wollten (Prêtres insermentés), mit Deportation bedrohte, protestierten die Augustiner-Rekollekten in Saarlouis nochmals öffentlich am 28. August gegen diese Entwicklung und flohen am 30. August 1792 aus der Stadt.
An ihrer Stelle setzte man am 10. September 1792 den ehemaligen Busendorfer Pfarrer Johann/Jean Guitienne als Pfarrverwalter (Administrator) an St. Ludwig ein, der sich schon am 12. September 1791 der Distriktsverwaltung als provisorischer Pfarrer angeboten hatte. Anlässlich des Nationalfeiertages hatte Guitienne bereits am 14. Juli 1792 auf dem Großen Markt vor der Kirche auf einem sogenannten „Altar des Vaterlands“ zusammen mit dem Filstroffer Pfarrer Pijot ein national-sakrales Hochamt abgehalten. Der Altar war mit einem gekrönten Löwen geschmückt, der die Konstitution und die französische Trikolore in seinen Pranken trug. Die Altarinschrift lautete: „Die Konstitution oder der Tod.“ Darüber hinaus zierten den Altar aufklärerische Zitate von Gottfried Wilhelm Leibniz, John Locke und Jean-Jacques Rousseau. Während der Feier leisteten die Beamten und höheren Offiziere den Treueeid auf die Konstitution, ein Freiheitsbaum wurde gepflanzt und zwei Kinder wurden getauft. Nach dem Absingen des „Te Deums“ folgte vor dem „Altar des Vaterlands“ eine Truppenparade und die Stadtbeamten gaben sich einen Verbrüderungskuss. Abends wurde der Vaterlandsaltar festlich illuminiert. Ähnlich liefen die Feierlichkeiten zum Nationaltag auch in den Folgejahren ab, wobei allerdings katholische Ritualreste getilgt wurden. Die Schulkinder mussten mit kleinen Trikoloren und Eichenzweigen in den Händen zum „Altar des Vaterlands“ treten und die Menge stimmte statt des früheren „Te Deums“ vaterländische Gesänge an. Sportwettspiele in der Kapuzineraue (Lisdorfer Aue) ergänzten nachmittags das profanierte Fest.
Als Hilfsgeistlicher sollte Guitienne durch den geschworenen Priester François Viart unterstützt werden, der am 16. September 1792 in St. Ludwig seinen Eid leistete. Der ehemalige Augustiner Peter Bayer wurde am 1. Dezember 1792 zum zweiten Vikar an St. Ludwig ernannt, nachdem er am 2. Oktober 1792 seinen Eid geschworen hatte. Nach einer Wahl am 28. November 1792 wurde Guitienne durch Erlass des Bischofes von Metz, Nicolas Francin, am 1. Dezember 1792 zum Pfarrer von St. Ludwig ernannt, nachdem der frühere Bischof Louis-Joseph de Montmorency-Laval nach Deutschland geflohen war. Guitienne versah sein Amt in Saarlouis bis zur Unterdrückung des katholischen Kultus im Jahr 1794. In seinem Testament begründete er eine Stiftung, aus deren Zinserträgen jährlich dem besten Schüler des Saarlouiser Gymnasiums eine Prämie auszuzahlen sei. Das Stiftungskapital ging allerdings in den 1920er Jahren während des Währungsruins verloren. Am 8. Oktober 1792 wurden die Hinterlassenschaften der Augustiner auf Anordnung des Distriktsdirektoriums vom 28. September 1792 öffentlich versteigert.

#### Terrorherrschaft
Mit der Kanonade von Valmy am 20. September 1792 konnte das revolutionäre Frankreich im Ersten Koalitionskrieg ein deutliches Machtsignal an die antifranzösische Koalition senden, indem der Feldzug der Interventen nach Paris zum Stehen und anschließend zum Rückzug gezwungen wurde. Der Erfolg der Revolutionsarmee beeindruckte die Zeitgenossen tief und wurde zum revolutionären Mythos verklärt. Die militärische Bedrohung Frankreichs führte in Paris zur ideologischen Radikalisierung. Die traditionsreiche Monarchie wurde abgeschafft, eine Republik gegründet und eine neue Zeitrechnung eingeführt. Am 21. Januar 1793 köpfte man in Paris Ludwig XVI., der bisher als der „Gesalbte Gottes“ eine sakrosankte bzw. eine quasi sakrale Stellung innegehabt hatte. Seine Gemahlin Marie-Antoinette folgte ihm am 16. Oktober 1793 auf die Guillotine.
Am 22. Juli 1793 wurde der bisherige Name der Stadt Sarrelouis aus antiroyalistischen Gründen vom französischen Nationalkonvent in „Sarre-Libre“ umgewandelt.
Am 23. August 1793 musste St. Ludwig bereits drei Glocken zu militärischen Zwecken abgeben. Nur die Hauptglocke und eine kleinere Glocke beließ man zum Stunden- und Viertelstundenschlag sowie als Alarmsignal im Kirchturm.
Während der Schreckensherrschaft und der allgemeinen Unterdrückung des Katholizismus Ende 1793, Anfang 1794 wurde die St.-Ludwigs-Kirche in einen sogenannten Tempel der Vernunft umgewandelt. Darüber hinaus nutzte man die profanierte Kirche als politischen Versammlungssaal für die revolutionären Klubs, was allerdings schon vor dem Jahr 1794 geschehen war. Es fanden Volksversammlungen und Abstimmungen sowie Verlesungen von Gesetzen und Beschlüssen des Nationalkonventes statt. Vorher hatte man das Innere nahezu vollständig verwüstet und das Turmkreuz heruntergerissen. Es wurde erst im Jahr 1803 wieder aufgesetzt. Die Gegenstände des religiösen Kultus verbrannte man auf dem Großen Markt auf einem Scheiterhaufen oder verschleuderte sie. Der im Jahr 1751 in Saarlouis geborene Lazaristen-Missionspriester und Theologieprofessor Louis Hayer wurde im Jahr 1793 in Niort guillotiniert.
Heimliche Gottesdienste wurden von Pater Pierre Lorrain, der sich als Gemüsehändler oder Holzhauer tarnte, in einsamen Waldstücken und anderen geheimen Orten in der Umgebung von Saarlouis unter Lebensgefahr weiterhin abgehalten. Pater Lorrain war vorher auch Lehrer am Saarlouiser Augustinerkolleg gewesen, wo er unter anderen die späteren Militärs Michel Ney, Jean François Toussaint (1772–1827), Jean Georges Grenier (1771–1835) sowie Paul Grenier (1768–1827) unterrichtet hatte. Lorrain stammte aus Gauweisdorf, wo er im Jahr 1755 geboren worden war. Er musste nach 1790 in die Schweiz flüchten und kam erst im Jahr 1802 an die Saar zurück. Ebenso werden von Georg Baltzer die ehemaligen Ordensleute Jean Hein (Augustiner), Constantin Bechel (Kapuziner) und ein Pater Heimbach als geheim agierende Priester genannt.
Die beiden von Ludwig XVI. geschenkten großformatigen Ölgemälde Die Apotheose des heiligen Ludwig sowie Die Heilige Familie überstanden allerdings das ikonoklastische Wüten, da sie ein Kirchenschöffe mit Kalk überschüttet haben soll. Ebenso hat sich die barocke Altarpredella/Altarantependium erhalten. Auf den Hochaltar setzte man in einer kultischen Feier eine junge Frau als Personifikation der Göttin der Vernunft und legte ihr das zertrümmerte Altarkreuz zu Füßen. Auch auf den Friedhöfen mussten die Grabkreuze verschwinden.
Parallel zum Kult der Göttin der Vernunft feierte man eine Ceres-Prozession vor dem Französischen Tor, bei der landwirtschaftliche Gerätschaften und Festwagen mit Agrarprodukten unter dem Klang von Musik und Gesang umhergetragen wurden und symbolisch der Ackerboden gepflügt und eingesät wurde, um die Fruchtbarkeit der Landschaft rituell zu befördern.
In der Zeit des Belagerungszustandes der Stadt im Jahr 1794 nutzte man den entwidmeten Sakralraum auch als Scheune. Aufgrund mangelnder Unterhaltung des Gebäudes verschlechterte sich der Zustand stetig.
Mit dem Sturz und der Hinrichtung Maximilien de Robespierres wurde die Abhaltung von Gottesdiensten wieder zunehmend erlaubt und das Ausweisungsgesetz gegen den Klerus wurde aufgehoben. Allerdings fielen die staatlichen Gehälter für Geistliche ab dem 21. Februar 1795 weg, den Gemeinden war die Unterhaltung religiöser Gebäude untersagt worden und weiterhin wurden eidverweigernde Priester eingekerkert. Mit der Machtübernahme durch das Direktorium im Jahr 1795 wurde der Priestereid wieder verschärft, da man in den katholischen Klerikern eingefleischte Monarchisten sah. In Sorge um ihr Leben schworen nun die Saarlouiser Kleriker Nicolas Fourmann (Augustiner), Christoph Heil (Augustiner-Rekollekt), Jean Poue/Porer (Augustiner-Rekollekt), Johannes Broich (Weltpriester), Matthias Leistenschneider (Bernhardiner), Nikolaus Krantz (Augustiner), Jean Reneault (Augustiner-Rekollekt), der Augustiner Dupreux sowie die Nonne Maria Gusenburger den geforderten Eid vor der Saarlouiser Stadtverwaltung.
Mit dem Sturz des Direktoriums im Jahr 1799 wurden die eingekerkerten Kleriker wieder freigelassen und die Emigrierten durften wieder zurückkehren. Der verschärfte Eid des Direktoriums wurde nicht mehr gefordert. Auf Befehl Napoleons durften die Kirchen ab Januar 1800 wieder geöffnet werden. Allerdings erging noch am 13. August 1801 durch den Metzer Präfekten Jean-Victor Colchen (1751–1830) eine Anordnung an alle Bürgermeister des Moseldepartements, ausgewiesene Priester, die heimlich in Privathäusern Gottesdienste abhielten, und deren Helfer sofort anzuzeigen. Offiziell blieb St. Ludwig bis zum Jahr 1802 seelsorgerisch verwaist.

#### Konkordat von 1801 und Wiener Kongress
Erst nach dem Abschluss des Konkordates von 1801 zwischen Napoleon und Papst Pius VII. in Paris konnte Saarlouis offiziell wieder seelsorglich betreut werden. Am 28. Messidor X (17. Juli 1802) mussten alle katholischen Geistlichen der Region, die dem Konkordat zugestimmt hatten, zur feierlichen Einsetzung des neuen Metzer Bischofs Pierre-François Bienaymé im Metzer Stephansdom erscheinen. Sarrelibre/Saarlouis blieb auch weiterhin (bis 1817) bei der Diözese Metz, der es im Jahr 1790 nach der Loslösung von der Erzdiözese Trier zugeschlagen worden war. Zusammen mit St. Ludwig waren im Kanton Sarrelibre/Saarlouis noch die Hilfspfarreien Berus, Differten, Hülzweiler, Fraulautern, Schaffhausen, Lisdorf, Neuforweiler (Bourg-Dauphin), Roden und Püttlingen betroffen. Die erste heilige Messe in der Ludwigskirche nach den Wirren der Französischen Revolution wurde am 13. Mai 1803 begangen. Dabei leisteten 45 Pfarrer der vier Kantone Sarrelibre/Saarlouis, Tholey, Rehlingen und Bouzonville in die Hände des Unterpräfekten von Thionville (Diedenhofen) den staatlichen Eid, der im Konkordat vorgeschrieben war. Am 5. September 1803 wurde in St. Ludwig nach 20 Jahren wieder die erste Firmung durch den Metzer Bischof Pierre-François Bienaymé gespendet. Die Wiedereinführung des katholischen Kultus feierte man in Saarlouis zusammen mit dem Geburtstagsfest Napoleons am 15./16. April 1804 mit Festgeläut und einer feierlichen Prozession nach Lisdorf und zurück, an der auch die Priester der Umgebung teilnahmen. Die Feierlichkeiten, in deren Rahmen der Revolutionskalender außer Kraft gesetzt und der alte Kalender wieder eingeführt wurde, zogen sich über einen ganzen Monat hin.
Turm und Dach der Kirche wurden im Jahr 1805 durch den Tholeyer Bauunternehmer Nikolaus Schmit ausgebessert.
Im Ersten Pariser Frieden verblieb Saarlouis beim restaurierten Frankreich König Ludwigs XVIII. Mit dem Zweiten Pariser Frieden vom 20. November 1815 kam Saarlouis an das Königreich Preußen. Während eines Aufenthaltes in Saarbrücken erteilte der preußische Staatskanzler Karl August von Hardenberg am 27. November 1815 dem in preußischen Diensten stehenden Oberappellationsrat Mathias Simon, der bisher in Trier als Richter fungiert hatte, die Vollmacht, das neue Gebiet unter dem Titel „Großherzogtum Niederrhein“ dem Königreich Preußen anzugliedern. Die französische Garnison verließ am 1. Dezember 1815 die Stadt und das weiße Lilienbanner der Bourbonen wurde vom Kirchturm von St. Ludwig herabgelassen. Die Festung Saarlouis und ihr Umland wurden von Simon am 2. Dezember 1815 im Rahmen einer Feier in St. Ludwig mit dem Absingen des Gebetes „Salvum fac regem“, diesmal bezogen auf den Herrscher Preußens, in Besitz des Königs Friedrich Wilhelm III. genommen.
Die Vereidigung der Stadtverordneten fand am 2. Januar 1816 in der Saarlouiser Stadtpfarrkirche St. Ludwig statt. Am 18. Januar 1816, dem Jahrestag der Selbstkrönung des brandenburgischen Kurfürsten Friedrich in Königsberg zum „König in Preußen“ (18. Januar 1701), wurde unter Glockengeläut und dem Absingen des Te Deums der preußische Adler an der Kommandantur angebracht.

#### Wiedereingliederung der Pfarrei in das Bistum Trier
Mit der päpstlichen Bulle De salute animarum (lat.: Zum Heil der Seelen), vom 16. Juli 1821, legte Papst Pius VII. im Rahmen der Neuumschreibung der katholischen Diözesen in Deutschland nach dem Wiener Kongress die Neuordnung der Diözesen und Kirchenprovinzen in Preußen fest. Da der Wiener Kongress (1814–1815) keine Klärung der kirchlichen Angelegenheiten brachte und die Kirchenprovinzen an die innerpreußischen Grenzen angeglichen werden sollten, wurden mit der Zirkumskriptionsbulle die Verhältnisse der katholischen Kirche in Preußen neu geregelt. Saarlouis wurde dabei wieder dem Bistum Trier zugewiesen. Im Jahr 1828 wurde Saarlouis durch den Trierer Bischof Joseph von Hommer Sitz eines Dekanates mit 35 Pfarreien. Das Dekanat Saarlouis wurde im Jahr 1865 in die beiden Dekanate Saarlouis und Lebach geteilt. Die Kirche St. Ludwig diente auch den katholischen Angehörigen der preußischen Garnison als Garnisonskirche.
Im Jahr 1829 wurde in der Kirche ein neuer marmorner Hochaltar errichtet, der vom Metzer Bildhauer Auguste Pioche für 3200 Franken gefertigt worden war. Vermutlich entfernte man bei dieser Maßnahme das barocke vergoldete Abendmahlsrelief. Es wurde erst im Jahr 1934 durch den Kunsthistoriker Walter Zimmermann auf dem Pfarrhausdachboden wiederentdeckt. Der im Jahr 1734 zuletzt durch Franz Gannal vergoldete alte Hochaltar, der der allerheiligsten Dreifaltigkeit geweiht war, war bereits im Jahr 1829 für 280 Franken an die Pfarrei in Niedaltdorf verkauft worden.
Im Jahr 1832 restaurierte man die Seitenaltäre (Heilig-Kreuz-Altar, Muttergottesaltar) und das barocke Ölgemälde „Die Heilige Familie“ von Dupuy.
Aus dem Jahr 1847 liegt noch ein ausführliches Inventarverzeichnis vor. Demnach war der marmorne Hochaltar mit Tabernakel und Expositorium dem heiligen Petrus, der rechte Seitenaltar der Jungfrau und Gottesmutter Maria und der linke dem heiligen Antonius von Padua geweiht. Die Kirche besaß eine reiche Ausstattung an Ölgemälden auf Leinwand. Insgesamt werden 13 Gemälde genannt. Während das Gemälde „Apotheose des heiligen Ludwig“ den Hochaltar schmückte, waren die Gemälde „Die heilige Familie“ und „Der heilige Antonius“ seitlich angebracht. Das Antoniusbild hat sich nicht erhalten. An Skulpturen hatte man im Jahr 1830 neun Heiligenstatuen angeschafft. Das vergoldete Abendmahlsrelief ist im Inventarverzeichnis nicht aufgeführt.

#### Garnisonsgemeinde
In der preußischen Zeit oblag den Pfarrgeistlichen von St. Ludwig die Seelsorge der katholischen Militärangehörigen (Taufe, Begräbnis, Eheschließungen, Lazarettbesuche, Letzte Ölung, religiöse Vorträge bei der Strafsektion, Erteilung von Religionsunterricht für die Kinder der Soldaten). Seit der königlich-preußischen Militär- und Kirchenordnung vom 12. Februar 1832 wurden die Zivilgeistlichen für ihre Militärseelsorge mit den üblichen Stolgebühren vergütet. Für die Mitbenutzung der Pfarrkirche St. Ludwig als Garnisonskirche der Festung Saarlouis wurde eine jährliche Miete von der katholischen Garnisonsgemeinde entrichtet. Zur Abhaltung der Oster- und Herbstbeichte kam eigens der Divisionspfarrer aus Trier. Die katholischen Regimentsteile wurden jeden Sonntag zur Pfarrkirche geführt, um dort an der Hl. Messe teilzunehmen.
Nach der preußischen Militär-Kirchenordnung von 1832 mussten Kinder von evangelischen Militärangehörigen auch im Falle einer katholischen Mutter, was in Saarlouis häufig der Fall war, evangelisch getauft werden. Anderenfalls musste der evangelische Militäroberpfarrer in Koblenz sein Plazet geben. Meistens wurde dabei jedoch das Dimissoriale verweigert. Dieses Recht wurde der katholischen Kirche jedoch nicht zugestanden. Darüber hinaus wurden evangelische Militärangehörige von ihren Vorgesetzten unter Druck gesetzt, bei gemischtkonfessionellen Ehen Seelsorgehandlungen nur von den evangelischen Geistlichen durchführen zu lassen. Um Kinder gemischtkonfessioneller oder auch rein katholischer Ehen der katholischen Kirche zu entfremden, wurde ihnen beim Besuch der evangelischen Konfessionsschule das Schulgeld erlassen und vom preußischen Staat bezahlt, während die katholische Schule zwangsweise entgeltpflichtig war.
Bei der Rekrutenvereidigung waren die jeweiligen Garnisonspfarrer verpflichtet, in der Kirche auf die Heiligkeit des gegenüber dem preußischen König geleisteten Treueeides in der sogenannten Eidespredigt hinweisen. Alle katholischen Militärangehörigen mussten im Falle ihres Ablebens im Dienst auf dem evangelischen Garnisonsfriedhof beerdigt werden. In den ersten Jahrzehnten unmittelbar nach der preußischen Besitzergreifung der Festung Saarlouis wurde das katholische Seelsorgeangebot kaum angenommen. Erst in der zweiten Hälfte des 19. Jahrhunderts verbesserten sich die Gottesdienstteilnahmen der Soldaten. Allerdings verweigerte der weitaus größte Teil der Offiziere sowohl die Beichte als auch die Teilnahme an der Kommunion.
Pfarrkirche und Pfarrhaus befanden sich im Eigentum der Stadt Saarlouis, die auch für den Gebäudeunterhalt, die Kirchensänger und den Organisten aufkam. Erst am 14. März 1880 gingen die Gebäude in das Eigentum der Pfarrgemeinde über. Einnahmen konnte die Gemeinde durch Kollekten, Stiftungen, Vermächtnisse, freiwillige Zuwendungen und durch den Kirchenzehnt verbuchen.
In den Jahren 1703 bis 1706 hatte man den sogenannten Bürgerwald auf dem neuen Bann von Beaumarais abgeholzt und das neugewonnene Land an die Stadtbürger von Saarlouis verteilt. Die Bürger mussten pro erhaltenem Morgen einen Scheffel Hafer abliefern. Der auf diesem Gebiet liegende Zehnt gehörte zur einen Hälfte der Stadt, zur anderen Hälfte dem Pfarrer von Beaumarais. Am 26. August 1698 überließ die Stadt ihren Anteil der Pfarrkirche zur Finanzierung des religiösen Kultus. Im Jahr 1761 versuchte die Zivilgemeindeverwaltung die Zehnteinnahmen wieder zurückzuerhalten, da sie sich, so ihre Erklärung an den Intendanten in Metz, in einer prekären Finanzlage befände. Der Antrag der Stadt wurde jedoch in Metz zurückgewiesen. Ein zweiter Versuch zur Rückübertragung des Zehntrechtes wurde von der Stadt im Jahr 1765 unternommen und scheiterte ebenfalls. So wurde weiterhin jedes Jahr der Kirchenzehnte zugunsten der Kirchenkasse von St. Ludwig versteigert. Diese Zehntversteigerung fand üblicherweise im Juni oder Juli jedes Jahres statt. Der Zeitpunkt wurde an einem Termin festgesetzt, an dem man in etwa abschätzen konnte, in welcher Qualität die Ernteerträge ausfallen würden. Dem Zehntpächter wurde je nach Ertrag der abzuliefernde Teil der Erntemenge reduziert. Die letzte Zehntversteigerung zugunsten der Pfarrkirche fand am 4. Juli 1790 statt, obwohl das kirchliche Zehntrecht in Frankreich durch die Nachtsitzung der Nationalversammlung vom 4./5. August 1789 prinzipiell aufgehoben worden war. Aufgrund der revolutionären Verhältnisse gelangten aber am Martinitag 1790, dem traditionellen Abgabetermin, die Erträge nicht an den Kirchenrechner, sondern an das Saarlouiser Hospital. Zwar hatte die Nationalversammlung einen Ersatz für den weggefallenen Kirchenzehnt hinsichtlich der Kultuskosten, des Unterhalts der kirchlichen Arbeitskräfte, des sakralen und seelsorglichen Gebäudeunterhaltes sowie der Armenfürsorge angemahnt, allerdings keine konkreten Vorschläge zur Bestreitung der Kosten unterbreitet.

## Kirchturmuhr
Die erste Kirchturmuhr wurde im Jahr 1704 durch den Trierer Uhrmachermeister Jean Becker mit Viertelstundenschlagwerk eingerichtet. Bereits im Jahr 1727 erstellte Johann Loup/Wolf aus Forbach einen Kostenvoranschlag für einen Neubau zum Preis von 270 Franken zuzüglich des Materials der alten Uhr, das er mit 120 Franken veranschlagte. Im Folgejahr wurde schließlich aber eine neue Saarlouiser Kirchturmuhr von Francois de Thionville für die Summe von 600 Franken zuzüglich des Materials der alten Uhr, die jetzt mit 200 Franken veranschlagt wurde, erstellt.

## Orgel
Wer die erste Orgel im neuerrichteten Kirchenschiff installierte, ist bisher unbelegt.
Überliefert ist nur für das Jahr 1706 eine Reparaturrechnung des Orgelbaumeisters Jacob Bramer aus Kornelimünster in Höhe von 360 Franken. Vielleicht war Bramer auch der Erbauer der ersten Orgel. Eine weitere Reparatur in einer Höhe von 300 Franken ist für das Jahr 1766 durch den Orgelbauer Bartholomäus Chevreux aus Bouzonville belegt. Die nächste Reparatur der Orgel erfolgte im Jahr 1806 für 1100 Franken durch einen Orgelbaumeister Geiß.

## Kirchenbankberechtigungen
Die Sitzplätze in der Kirche wurden durch besondere Platzbelegungsrechte geregelt. Als Bauherr der Kirche hatte der französische König Ludwig XIV. die Kirchenbänke in St. Ludwig an einzelne Familien, an Stadtverwaltungsmitglieder sowie militärische und jurisdiktionelle Würdenträger der Festungsstadt vergeben. Bankberechtigungen für Auswärtige oder Nichtkatholische waren nicht vorgesehen. Die Platzrechte wurden bis zur Französischen Revolution nach jeweiliger Einholung der Erlaubnis des Kirchenvorstandes von Generation zu Generation weitergegeben. Beim Tod eines Platzbesitzers musste der Nachkomme seit einem Gerichtsurteil aus dem Jahr 1730 eine Anerkennungsgebühr (Droit de mutation) zu Gunsten der Kirchenkasse bezahlen. Darüber hinaus waren Verkauf, Tausch oder Vermietung von Kirchenplätzen ohne Zustimmung des Kirchenvorstandes streng untersagt. Die beiden vorderen Bänke rechts und links des Hochaltares waren dem Klerus und den Kirchenschöffen reserviert.
Immer wieder entbrannten erbitterte Feindseligkeiten um die Vergabe der Kirchenbänke, die sogar vor Gericht ausgetragen wurden, wie etwa die Kirchenbankprozesse der Jahre 1765 und 1788. Im Jahr 1783 war es zwischen der Saarlouiser Militärbehörde und der Stadtverwaltung bezüglich der Besetzung der Kirchenbänke zum Streit gekommen. Das Militär untersagte den Stadtverordneten die Mitbenutzung der Militärbänke und unterstrich diese Anordnung durch die Aufstellung einer Schildwache in der Kirche. Die Stadtverordneten widersprachen dem, indem sie darauf pochten, dass sich die drei vom Militär genutzten Chorbänke im Eigentum der Stadt befänden. Die letzte Verpachtung der Kirchenbänke fand im Jahr 1791 statt, als in der Kirche 19 Bänke vergeben wurden. Davon befanden sich fünf in der Muttergotteskapelle und eine in der Antoniuskapelle, die dem Generalproviantmeister der französischen Armee de Lasalle zugestanden wurde. Nach einer bischöflichen Ordonnanz vom 25. Nivôse des Jahres XII (16. Januar 1804) sollten alle bisherigen Bankberechtigungen erlöschen und nur mit der expliziten Genehmigung des Kirchenrates weiterbestehen. Daraufhin beschloss der Kirchenrat am 4. Pluviôse des Jahres XIII (24. Januar 1805) bei einer Platzneuvergabe drei Franken Gebühr zu erheben. Erst nach Gebührentrichtung hatte man das Recht, den Sitzplatz durch Schenkung oder Verkauf einem Dritten zu übereignen. Bei Wegzug eines Sitzplatzberechtigten fiel der Platz wieder an die Kirchengemeinde zurück.
Im Jahr 1854 kam es zwischen der Kirchen- und der Stadtverwaltung zu einer Auseinandersetzung hinsichtlich der städtischen Ehrenbänke zu beiden Seiten des Hochaltares. Nach der französischen Revolution hatten die Mitglieder des Stadtrates die vormals von den Mitgliedern des Amtsgerichtes genutzten Kirchenbänke stillschweigend eingenommen. Als nun die Kirchengemeinde diese Sitzplätze neu verpachten wollte und die Bankzugänge für die Stadtratsmitglieder verschloss, protestierte der Stadtrat energisch und verlangte die Freigabe der Plätze. Um dem amtlichen Begehren Nachdruck zu verleihen, postierte die Stadt einen Stadtboten an die Ehrenbänke, der nur die Räte in das Gestühl lassen sollte und jeder anderen Person den Zutritt verweigerte. Unter dem Hinweis auf das Recht des Code civil durch die Kommunalverwaltung lenkte die Kirchengemeinde schließlich ein und stand den Räten ihren Ehrenplatz zu.
Während die von der Kirchenverwaltung verpachteten Plätze in ihrem Preis moderat blieben, erhöhten die privaten Bankbesitzer seit den 1830er Jahren ihre Sitzplatzgebühren gegenüber Dritten zunehmend, sodass private Bänke doppelt so viel kosteten, wie diejenigen, die von der Kirchengemeinde vergeben wurden. Deshalb versteigerte man ab dem Jahr 1860 jeweils in der Woche vor dem Fest Peter und Paul (29. Juni) nun die Sitzplätze öffentlich an den Meistbietenden.
Zu einer Neuregelung der Bankberechtigungen kam es im Jahr 1892. Anlass war, dass eine bankberechtigte Dame gestorben war und der Kirchenfabrik der Sitzplatz zur Stiftung einer Seelenmesse angeboten worden war. Dazu hatte man auch um die bischöfliche Genehmigung gebeten. Das Trierer Generalvikariat traf am 29. November 1892 folgende Entscheidung:

„Wir wollen sämtliche Bankberechtigungen, die gegenwärtig noch als bestehend gelten, soweit sie wirklichen Mitgliedern der Pfarrei zustehen, als rechtsbeständig anerkennen. Dagegen müssen die Berechtigungen der Personen, die nicht der Pfarrei angehören, als erloschen angesehen werden. Um indessen Rücksicht auf diejenigen Personen zu nehmen, welche in gutem Glauben die Stühle von den Auswärtigen gemietet haben, soll ihnen bis zum Ablauf der Zeit, für welche sie die Miete gezahlt haben, die Benützung der Stühle bleiben. Für die Zukunft darf keine neue Veräußerung der Bankberechtigungen, die durch Testament, Schenkung, Kauf, Tausch oder Miete oder durch ein anderes Rechtsgeschäft unter Lebenden erfolgt, anerkannt oder genehmigt werden. Dagegen geht die Berechtigung über auf die Witwe des Berechtigten und auf seine der Pfarrgemeinde angehörigen Kinder oder Intestaterben, sobald die übliche Recognitionsgebühr gezahlt ist und der Kirchenvorstand sich mit dem Uebergang (sic!) einverstanden erklärt hat.“

Die bischöfliche Entscheidung trat aufgrund von Verzögerungsversuchen des Saarlouiser Kirchenvorstandes erst am 1. Juli 1894 in Kraft. So sollte Bankinhabern noch die Möglichkeit gegeben werden, ihre alten Berechtigungen zu veräußern.
Die traditionellen Versteigerungen der Sitzplätze fanden auf Beschluss des Kirchenvorstands und der kirchlichen Gemeindevertretung am 1. Juli 1930 ihr Ende. Die alten Bankberechtigungen blieben dennoch weiter erhalten. Rechtskräftig waren sie allerdings nur, wenn die Berechtigten bis zum Beginn des Gottesdienstes ihren Platz eingenommen hatten. War dies nicht der Fall, verfiel die Berechtigung für die Dauer des Gottesdienstes.
Weitere Informationen zur Geschichte der Pfarrei: